# Озерище (Могилёвская область)
Озери́ще (бел. Азяры́шча) — деревня в составе Лапичского сельсовета Осиповичского района Могилёвской области Республики Беларусь.

## Этимология
Название, в основе которого лежит слово «озеро», обозначает селение у озера.

## Географическое положение
Озерище расположено на левом берегу реки Свислочь в 18 км на северо-запад от Осиповичей, в 8 км от ж/д станции Лапичи и в 151 км от Могилёва. С севера и востока к деревне примыкает лес. Через деревню идёт немного выгнутая вдоль реки дорога; застройка деревянная.

## История
В пользу заселения данных мест в древности говорят курганный могильник и селище, расположенные возле деревни. Могильник, датируемый IX—X веками, расположен в 1,35 км (иногда указано 1,5 км) на юго-восток от деревни, в лесу на левом берегу реки Свислочь, на длинном и покатом возвышении и включает 130 насыпей диаметром 5—14 м, высотой 0,5—2,3 м (3 м). Был открыт в 1925 году А. Немцевым, исследован в 1978 году А. Г. Митрофановым (при этом раскопки не проводились; сохранность могильника, заросшего хвоевым лесом и кустами, была хорошей), два кургана были исследованы в 1991 году Ю. А. Зайцем, который в том же году под насыпью кургана № 1 обнаружил и исследовал селище. Похоронным обрядом данных безинвентарных захоронений считается кремация на месте, как на подсыпке (курган № 1), так и за пределами насыпи (курган № 2). Насыпи данного могильника частично занимают территорию селища, которое тянется вдоль левого берега Свислочи и занимает площадь около 1 га с культурным слоем 0,25—0,35 м. Найденные фрагменты лепной керамики относятся к позднему этапу киевской культуры конца IV — начала V века.
В 1897 году упоминается в Погорельской волости Игуменского уезда Минской губернии с 156 жителями и 25 дворами. В начале XX века в Озерище насчитывается уже 28 дворов и 238 жителей. В 1917 году упоминаются уже 37 дворов со 189 жителями. С февраля по ноябрь 1918 года Озерище было оккупировано германскими войсками, с августа 1919 по июль 1920 года — польскими. С 17 июля 1924 года деревня числилась в Свислочском районе, в Осиповичский район же включена 8 июля 1931 года. В Могилёвскую область Озерище было включено 15 января 1928 года (при этом с 20 сентября 1944 по 8 января 1954 года находилось в составе Бобруйской области). В 1930 году здесь был создан колхоз «Заря коммунизма».
Во время Великой Отечественной войны Озерище было оккупировано немецко-фашистскими войсками с конца июня 1941 года по 30 июня 1944 года; десять жителей погибли на фронте. С 25 декабря 1962 года по 6 января 1965 года находилась в составе Бобруйского района.

## Население
- 1897 год — 156 человек, 25 дворов
- 1917 год — 189 человек, 37 дворов
- 1959 год — 218 человек[4]
- 1970 год — 172 человека[4]
- 1986 год — 87 человек, 47 хозяйств[4]
- 2002 год — 35 человек, 24 хозяйства[4]
- 2007 год — 27 человек, 20 хозяйств

## Достопримечательность
- Курганный могильник (IX—XII вв.)[7][8], в 1,2 км на юг от деревни, на северном берегу Осиповичского водохранилища —  Историко-культурная ценность Республики Беларусь, шифр 513В000664.
- Селище, которое частично занято насыпями могильника.

## Известные лица
- Сугака, Михаил Иванович (род. 1942) — белорусский архитектор, дизайнер, историк, журналист.

## Комментарии
1. ↑  Название и ударение даны по: Назвы населеных пунктаў Рэспублікі Беларусь. Магілёўская вобласць: нарматыўны даведнік / І. А. Гапоненка і інш.; пад рэд. В. П. Лемцюговай. — Минск: Тэхналогія, 2007. — С. 63. — 406 с. — ISBN 978-985-458-159-0.; Жучкевич В. А. Краткий топонимический словарь Белоруссии. — Минск: Изд. БГУ, 1974. — С. 266. — 448 с.